# Płyta (geologia)
Płyta – fragment skorupy ziemskiej zbudowany ze starokrystalicznego podłoża pokrytego młodszymi, fanerozoicznymi skałami osadowymi, np. Płyta scytyjska, Płyta mołdawska, Płyta zachodniosyberyjska, Płyta nubijska, płyta somalijska, Płyta centralna, Płyta patagońska.
Płyty wraz z tarczami tworzą platformy.
Tarcze kontynentalne i platformy kontynentalne oraz pasma orogeniczne budują kontynenty.
Kontynenty stanowią główne części płyt kontynentalnych.
Teoria tektoniki płyt wprowadziła pojęcie Płyta tektoniczna, które ma zupełnie inne znaczenie niż płyta w klasycznej geologii kontynentów.